# Ahuanito
Ahuanito är en ort i Mexiko.   Den ligger i kommunen Nuevo Parangaricutiro och delstaten Michoacán de Ocampo, i den södra delen av landet, 300 km väster om huvudstaden Mexico City. Ahuanito ligger 1 835 meter över havet och antalet invånare är 178.
Terrängen runt Ahuanito är kuperad åt sydost, men åt nordväst är den bergig. Runt Ahuanito är det ganska tätbefolkat, med 72 invånare per kvadratkilometer. Närmaste större samhälle är Uruapan, 18,2 km öster om Ahuanito. I omgivningarna runt Ahuanito växer huvudsakligen savannskog.